# 艾芙琳·法卡斯
艾芙琳·N·法卡斯（Evelyn Nicolette Farkas，1967年12月6日—）是前美國國防部俄罗斯、乌克兰、欧亚地区国防安全副助理部長。

## 教育背景
法卡斯在富兰克林·马歇尔学院取得文学学士学位，在弗莱彻法律与外交学院取得文学硕士学位和哲学博士学位。

## 职业生涯

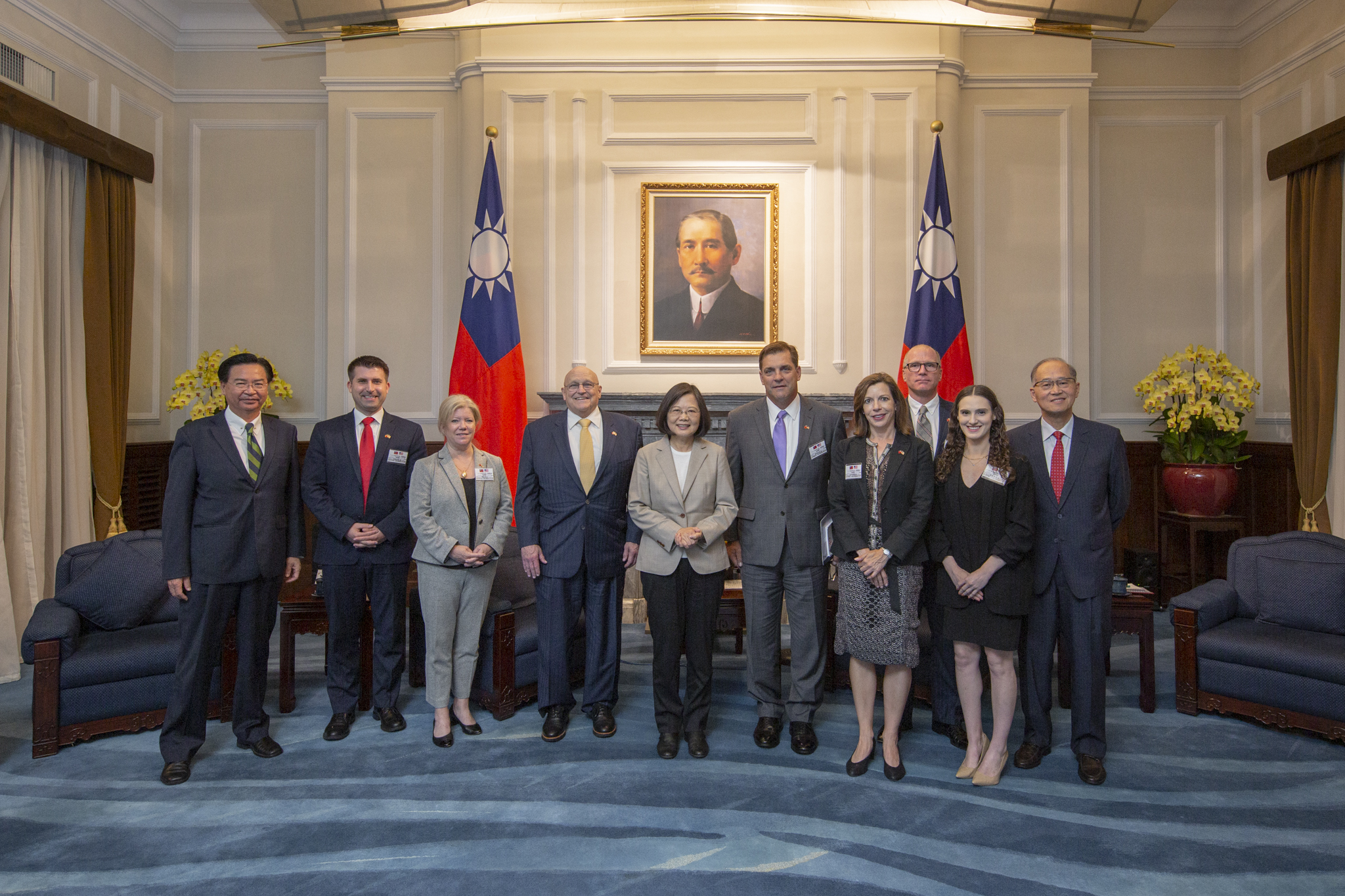
法卡斯（右四）隨2049計畫研究所學者專家團訪問臺灣臺北市，2019年6月12日攝於中華民國總統府

在国防部任职之前，她曾是“美国安全项目”的高级职员，负责稳定、特殊行动、反扩散和美国-亚洲政策。  2008年，她担任国会授权的防止大规模杀伤性武器扩散和恐怖主义委员会执行主管，此委员会在2008年11月发布“危险中的世界”报告。 2001年四月到2008年四月期间，她担任参议院軍队委员会的专业委员，处理包括亚太的外交和国防政策、西半球、特别行动委员会（负责政策和预算）、国外军事协助、和平稳定行动、打击恐怖主义的军事行动、反毒品项目、国软全和出口控制政策在内的事务。担任此职务之前，她曾在海军陆战队大学任教四年，先后担任美国海军陆战队指挥参谋学院助理教授和国际关系副教授。1996年，作为欧安组织的人权职员，她在波斯尼亚工作了五个月，1997年成为该组织的选举监督人。
法卡斯是美国外交关系协会、安全研究国际协会、妇女国际安全研究会、阿罗德·罗森塔尔国际关系协会咨询委员会、阿斯本协会苏格拉底学者项目咨询委员会的會员。2005年，她在外交关系委员会专案组任职，彼时，塞缪尔·M·伯格和布兰特 斯考克罗夫特是该委员会的主席，后者曾出版名为《从战争中醒来：提高美国冲突后的能力》的专著。2009年，她成为美国全国政策中心未来力量咨询小组的一员。 她还是美国国家杂志的博主。
法卡斯曾发表杂志文章、还在华盛顿邮报和洛杉矶时报上发表过有关巴尔干和平行动和军事准备的评论。2003年，她还写作出版了《破碎的合众国與美国外交政策：二十世纪九十年代的伊拉克，埃塞俄比亚与波斯尼亚》一书。

## 个人生活
法卡斯的父亲是查理斯·法卡斯，他是《消失在多瑙河边》（纽约州立大学出版社，2013）一书的作者。
她会讲英语、匈牙利语、德语和一些法语、西班牙语、塞尔维亚-克罗地亚语、波斯尼亚语和印地语。

## 部分出版作品
- The Election Observed: Imperfect, but Progress Nevertheless （页面存档备份，存于） (T华盛顿时报，2009年八月27日)
- America's Latest Mistake in Afghanistan (每日野兽，2009年八月25日)
- Resolved: North Korea Is No Joke (刺激者，2009年五月28日）
- Pakistan and Nuclear Proliferation （页面存档备份，存于） (波士顿全球新闻，2009年三月5日)
- Fractured States and U.S. Foreign Policy: Iraq, Ethiopia, and Bosnia in the 1990s[] (帕尔格雷夫/圣马丁出版社，2003年)
- US Policy towards Secession in the Balkans and Effectiveness of De Facto Partition (美国国家安全研究协会不定期论文，2001年)
- Bush's Promises to the Military Are Way Off Target （页面存档备份，存于） (洛杉矶时报，2000年十月23日)